# 李廷森
李廷森（1571年—1624年），字維燦，又字登元，号芳琼，福建泉州府晋江縣民籍。

## 生平
万历二十五年（1597年）丁酉科福建乡试举人，任太湖縣教諭，四十七年（1619年）成己未科進士，大理寺觀政，天啓元年（1621年）初授刑部山东司主事，天啓二年（1622年）調户部主事，榷河西务，四年丁忧归，以哀毁卒。墓在惠安虎窟山。

## 家族
曾祖李良。祖父李興。父李一慶。从父李范廉。